# 高木浩光
高木 浩光（たかぎ ひろみつ、1967年3月3日 - ）は、日本のセキュリティ研究者。博士（工学）（名古屋工業大学）。産業技術総合研究所サイバーフィジカルセキュリティ研究センター主任研究員。ネット上では「ひろみちゅ」という愛称で呼ばれることもある。
企業ウェブサイトにおけるセキュリティホールの指摘や改善策を提言している。第3回情報セキュリティ文化賞受賞。

## 人物
主にウェブ、RFID、日本における携帯電話やスマートフォンのサービスにどのような問題点があるかを指摘し、改善検討の必要性を訴える活動を行っている。自身のブログやTwitterで意見を表明するほか、各種情報セキュリティに関するセッションのパネリストや講演を行っている。
平成23年6月14日の国会法務委員会において情報セキュリティ専門家の参考人として意見陳述を行った。
RFIDの利用とプライバシーの問題についてや、行動ターゲティング広告についてまとめ、「NIKKEI NET:IT-PLUS」に寄稿して問題提起を行った。
ITシステム開発者向けに「サニタイズ言うなキャンペーン」を展開、「オレオレ証明書」問題の啓蒙を行った。
情報セキュリティに関連した事件について意見を表明することも多く、岡崎市立中央図書館事件においては市民団体主催のフォーラムで基調講演を行い、朝日新聞社にてインタビュー記事
が掲載された。
情報処理技術者試験の試験委員を務めている。

## 経歴
- 1989年3月 名古屋工業大学工学部電気情報工学科卒業。
- 1994年3月 名古屋工業大学大学院工学研究科博士後期課程修了。博士（工学）。論文名は「細粒度並列計算のための同期機構と静的スケジューリング」[12]。
- 1994年4月 名古屋工業大学助手。
- 1998年4月 通商産業省 工業技術院（現産業技術総合研究所） 電子技術総合研究所 入所 （転任）。
- 1999年4月 通商産業省 工業技術院 電子技術総合研究所 情報アーキテクチャ部 主任研究官。
- 2001年1月 経済産業省 産業技術総合研究所 電子技術総合研究所 に改組。
- 2001年4月 独立行政法人産業技術総合研究所 に改組 情報処理研究部門 主任研究員。
- 2002年1月 独立行政法人産業技術総合研究所 グリッド研究センター セキュアプログラミングチーム チーム長。
- 2005年4月 独立行政法人産業技術総合研究所 情報セキュリティ研究センター ソフトウェアセキュリティ研究チーム 主任研究員。
- 2013年7月 内閣官房情報セキュリティセンター 内閣官房行政実務研修員（独立行政法人 産業技術総合研究所 企画本部総合企画室付 兼務）[13][14]。
- 2015年 内閣サイバーセキュリティセンター 情報セキュリティ指導専門官[15]
- 2016年 国立研究開発法人産業技術総合研究所 情報技術研究部門 主任研究員[15]
- 2016年 一般財団法人情報法制研究所 理事[15]

## 主要論文
- 高木浩光, 「細粒度並列計算のための同期機構と静的スケジューリング」 名古屋工業大学 博士論文, 甲第128号, 1994年, NAID 500000107138
- 有田隆也, 高木浩光, 河村忠明, 曽和将容「PNプロセッサにおけるフロー制御方式について」『全国大会講演論文集』第39巻、1989年10月、1896-1897頁、NAID 110002895631。
- 高木浩光「問題が持つ先行関係のみを保証する高速な静的実行順序制御機構の構成法」『並列処理シンポジウム JSPP'90 論文集』1990年、57-64頁、NAID 80005203501。
- 高木浩光「実行タイミングの動的変動に強い静的プロセッサスケジューリングアルゴリズム」『電子情報通信学会技術研究報告』第90巻、1990年、23-29頁、NAID 80005579248。
- 有田隆也, 伊藤広明, 高木浩光, 曽和将容「PNプロセッサの機能分割とトークン通信に関する評価」『全国大会講演論文集』第41巻、1990年9月、145-146頁、NAID 110002881167。
- 高木浩光, 有田隆也, 曽和将容「実行タイミングの動的変動に強い静的スケジュール法「DP-DTSP」の特性評価」『全国大会講演論文集』第42巻、1991年2月、68-69頁、NAID 110002887086。
- 高木浩光, 有田隆也, 曽和将容「問題が持つ先行関係のみを保証する高速な静的実行順序制御機構」『情報処理学会論文誌』第32巻第12号、情報処理学会、1991年12月、1583-1592頁、ISSN 1882-7764、NAID 110002723276。
- 高木浩光, 有田隆也, 川口喜三男, 曽和将容「バリア同期のためのタスクスケジューリングアルゴリズムとその性能評価」『情報処理学会研究報告』、情報処理学会、1994年、73-80頁、NAID 110002775287。
- 小林弘明, 高木浩光, 有田隆也, 川口喜三男, 曽和将容「概念制約式を用いたプログラミングを可能にするコンパイル手法」『全国大会講演論文集』第48巻、1994年3月、285-286頁、NAID 110002872942。
- 金岡弘記, 高木浩光, 有田隆也, 川口喜三男「命令再構成型VLIWプロセッサV++における適応型再構成戦略」『全国大会講演論文集』第48巻、1994年3月、121-122頁、NAID 110002873454。
- 高木浩光「細粒度スケジューリング方式研究のためのオープンな評価システム」『情報処理学会研究報告. ARC,計算機アーキテクチャ研究会報告』第120巻、情報処理学会、1996年10月、31-36頁、ISSN 09196072、NAID 110002775374。
- 中田秀基, 高木浩光, 松岡聡, 長嶋雲兵, 佐藤三久, 関口智嗣「Ninfによる広域分散並列計算」『情報処理学会研究報告. HPC,[ハイパフォーマンスコンピューティング]』第65巻、情報処理学会、1997年3月、9-14頁、NAID 110002932007。
- 中田秀基, 高木浩光, 松岡聡, 長嶋雲兵, 佐藤三久, 関口智嗣「Ninfによる広域分散並列計算」『情報処理学会論文誌』第39巻第6号、情報処理学会、1998年6月、1818-1826頁、ISSN 1882-7764、NAID 110002722196。
- 竹房あつ子, 小川宏高, 松岡聡, 中田秀基, 高木浩光, 佐藤三久, 関口智嗣, 長嶋雲兵「複数クライアントによるLAN/WANでのNinfの性能」『情報処理学会論文誌』第39巻第6号、情報処理学会、1998年6月、1827-1838頁、ISSN 1882-7764、NAID 110002722197。
- 高木浩光, 松岡聡, 中田秀基, 関口智嗣, 佐藤三久, 長嶋雲兵「Javaによる大域的並列計算環境Ninflet」『情報処理学会論文誌』第40巻第5号、情報処理学会、1999年5月、2203-2214頁、ISSN 1882-7764、NAID 110002724966。
- 高木浩光「クロスサイトスクリプティング攻撃に対する電子商取引サイトの脆弱さの実態とその対策」『情報処理学会コンピュータセキュリティ研究会』2001年、NAID 10011473886。
- 高木浩光「IT コマースの脆弱な現実と危機回避に向けた展望」『第63回全国大会講演論文集』第2001巻第1号、2001年9月、629-632頁、NAID 170000167139。
- 高木浩光「プライバシー問題の解決が難しいのはなぜか」『コンピュータ犯罪に関する白浜シンポジウム報告書』第8巻、コンピュータ犯罪に関する白浜シンポジウム実行委員会、2004年、54-67頁、doi:10.11505/shirahama.8.0.54.0、NAID 130005032119。
- 高木浩光「ユビキタス社会に潜むプライバシーの落とし穴 前編 RFIDタグのプライバシー問題」『Computer & network LAN』第22巻第1号、オーム社、2004年1月、73-79頁、ISSN 13482378、NAID 80016332305。
- 高木浩光「情報社会における脆弱性にかかわる研究動向:2.情報システムを構成する基盤技術における脆弱性3.Webアプリケーションにおける脆弱性」『情報処理』第46巻第6号、2005年6月、636-642頁、NAID 170000058912。
- 高木浩光「不正アクセス行為の2つの文理解釈について」『情報ネットワーク・ローレビュー』第5巻、商事法務、2006年5月、30-43頁、NAID 40015433727。
- 高木浩光「岡崎市立図書館事件とその教訓 (特集 本と自治体の関係・明と暗)」『地方自治職員研修』第44巻第3号、公職研、2011年3月、32-34頁、ISSN 13413929、NAID 40018269152。
- 島岡政基, 松本泰, 高木浩光「技術が社会基盤となるとき，我々は何をすべきか:～ウェブにおけるPKI応用の例に学ぶ～」『電子情報通信学会 通信ソサイエティマガジン』第6巻第2号、電子情報通信学会、2012年、138-147頁、doi:10.1587/bplus.6.138、NAID 130002577379。
- 高木浩光, 山口利恵, 渡辺創「国家による個人識別番号とその利用システムのあり方 : プライバシーの観点から (情報通信マネジメント)」『電子情報通信学会技術研究報告= IEICE technical report : 信学技報』第59巻第3号、電子情報通信学会、2013年、171-184頁、doi:10.2323/jgam.59.171、ISSN 0022-1260、NAID 110009770625。
- 高木浩光「個人情報保護から個人データ保護へ――民間部門と公的部門の規定統合に向けた検討（1）」『情報法制研究』第1巻、情報法制学会、2017年、88-99頁、doi:10.32235/alis.1.0_88、ISSN 2433-0264、NAID 130007723576。
- 高木浩光「個人情報保護から個人データ保護へ:民間部門と公的部門の規定統合に向けた検討（4）」『情報法制研究』第7巻、情報法制学会、2020年、78-102頁、doi:10.32235/alis.7.0_78、ISSN 2433-0264、NAID 130007852619。